# Marfak
Marfak (theta Cassiopeiae) is een ster in het sterrenbeeld Cassiopeia.
De naam Marfak wordt ook gebruikt voor de ster mu Cassiopeiae, die magnitude 5,17 heeft.